# Rhynchoppia widagdoi
Rhynchoppia widagdoi är en kvalsterart som beskrevs av Sandór Mahunka 1989. Rhynchoppia widagdoi ingår i släktet Rhynchoppia och familjen Suctobelbidae. Inga underarter finns listade i Catalogue of Life.